# 辻栄蔵
辻 栄蔵（つじ えいぞう、1975年3月23日 - ）は広島県広島市出身の競艇選手。登録番号は3719。広島支部所属。74期。同期に花田和明、石渡鉄兵、本部めぐみ(旧姓:西村)、守田俊介らがいる。

## 来歴
- 広島市立広島工業高等学校卒業。
- 1994年5月、宮島競艇場の一般戦でデビュー。
- 1995年4月、鳴門競艇場で初優出。
- 1996年5月、宮島競艇場で初優勝。
- 1997年2月7日、徳山競艇場での「中国地区選手権」でGI初出場。
- 2003年8月3日、蒲郡競艇場で行われた第8回オーシャンカップで5号艇で優出。4コースカド原田幸哉のまくりに乗じた鮮やかなまくり差しでSG初優勝。年末の賞金王決定戦にも出場。
- 2005年12月23日、3年連続出場の住之江競艇場賞金王決定戦で、決定戦に1号艇で登場。見事イン逃げを決め、3年ぶり2回目のSG制覇。この年の賞金王となった。
- 2010年1月3日、宮島競艇場での「第13回ニューイヤーカップ」で通算1000勝達成。
- 2018年9月11日、桐生競艇場でG1第62回赤城雷神杯で優勝。史上23人目となる、全国24場制覇を達成した。

## 優勝歴

### SG
- 第8回オーシャンカップ（2003年・蒲郡競艇場）
- 第20回賞金王決定戦（2005年・住之江競艇場）
- 第24回チャレンジカップ競走（2021年・多摩川競艇場）

### GI
- モーターボート大賞（2003年・宮島競艇場）
- 49周年記念戸田グランプリ（2006年・戸田競艇場）
- 54周年記念全日本覇者決定戦（2006年・若松競艇場）
- 54周年記念近松賞（2007年・尼崎競艇場）
- ダイヤモンドカップ（2007年・浜名湖競艇場）
- 59周年記念徳山クラウン争奪戦（2012年・徳山競艇場）
- 64周年記念トコタンキング決定戦（2017年・常滑競艇場）
- 62周年記念赤城雷神杯（2018年・桐生競艇場）

### GII
- なし